# Alvorada D'Oeste
Pour les articles homonymes, voir Alvorada (homonymie).
Alvorada D'Oeste est une municipalité brésilienne située dans l'État du Rondônia.